# Britta Reimers

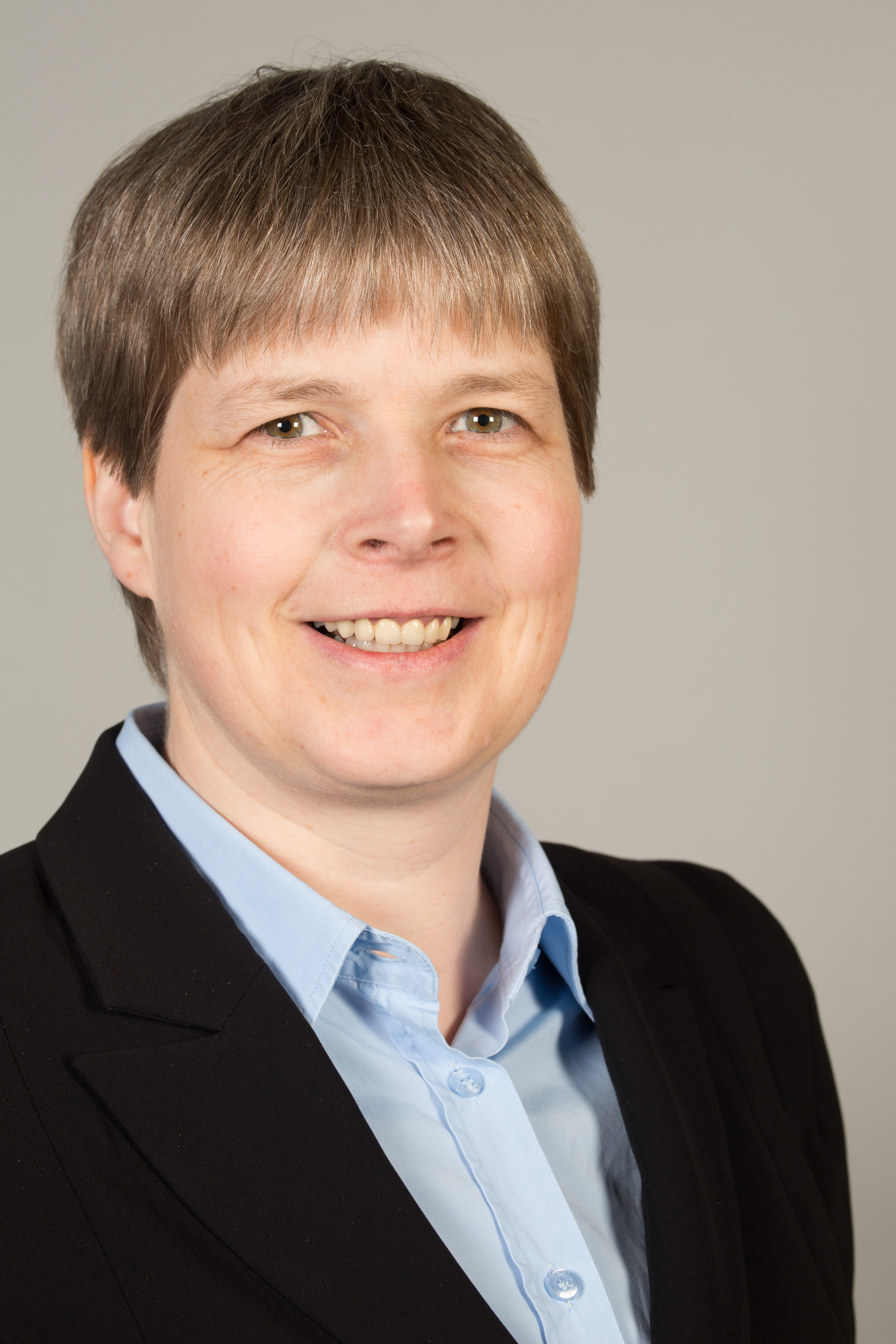
Britta Reimers

Britta Reimers (* 27. Juli 1971 in Itzehoe als Britta Tietje) ist eine deutsche Politikerin (FDP) und war von 2009 bis 2014 Mitglied des Europaparlaments.

## Leben
Nach ihrem Abitur an dem Gymnasium Kaiser-Karl-Schule absolvierte sie die Ausbildung zur Landwirtin, gefolgt von der Ausbildung zur staatlich geprüften Wirtschafterin des Landbaus. Britta Reimers lebt mit ihrem Mann und ihren zwei Kindern auf einem Milchvieh-Futterbaubetrieb im Kreis Steinburg.

## Politisches
Seit 2002 ist Britta Reimers Mitglied der FDP Kreis Steinburg. 2005 wurde sie in den Landesvorstand der FDP Schleswig-Holstein, 2008 in den Kreistag des Kreises Steinburg gewählt. Im Jahr 2009 erfolgte die Wahl auf Listenplatz 12 der Bundesliste der FDP zur Europawahl und der Einzug ins Europäische Parlament. Dort war Britta Reimers Mitglied im Ausschuss für Landwirtschaft und ländliche Entwicklung sowie stellvertretendes Mitglied im Ausschuss für Umweltfragen, Volksgesundheit und Lebensmittelsicherheit. Zudem war sie stellvertretendes Mitglied im Sonderausschuss zu den politischen Herausforderungen und den Haushaltsmitteln für eine nachhaltige Europäische Union nach 2013 (SURE) und in der Delegation für die Beziehungen zur Schweiz und zu Norwegen, im Gemischten Parlamentarischen Ausschuss EU-Island und im Gemischten Parlamentarischen Ausschuss Europäischer Wirtschaftsraum (SINEEA). Bei der Europawahl 2014 verlor sie ihr Mandat.

## Mitgliedschaften
Reimers war Mitglied der Europa-Union Parlamentariergruppe Europäisches Parlament. Bis zur Aufnahme ihres Mandats war Britta Reimers aktives Mitglied der Freiwilligen Feuerwehr und ist darüber hinaus im ländlichen Raum ehrenamtlich aktiv.